# Bassam Dâassi
Bassam Dâassi (ur. 13 września 1980 w Tunisie) – tunezyjski piłkarz występujący na pozycji napastnika.

## Kariera klubowa
Bassam Dâassi jest wychowankiem klubu Stade Tunisien. Występował w tym zespole do 2004 roku. Potem trafił na rundę do CS Sfaxien. W 2005 roku występował w szwajcarskim FC Bulle.

## Kariera reprezentacyjna
Dâassi w reprezentacji Tunezji zadebiutował w 2002 roku i rozegrał w sumie 2 spotkania. Oba na Pucharze Narodów Afryki, gdzie jego drużyna odpadła w fazie grupowej. Pojawił się na boisku w zremisowanych bezbramkowo pojedynkach Tunezji z Zambią i Senegalem.